# Дзета Южной Короны
Дзе́та Ю́жной Коро́ны (лат. Zeta Coronae Australis, сокр. ζ CrA) — звезда в созвездии Южной Короны. Видимая звёздная величина +4,75 (видна невооружённым глазом).
Эта звезда имеет спектральный класс B, бело-голубая звезда главной последовательности с температурой поверхности 9800 K.